# 蜮
蜮，指的是一種中國傳說中的鬼怪，别称"短狐"。能含沙射人。被射中的会身体抽筋、头痛、发热。严重会导致死亡。记载于《搜神记》
《说文解字》则描写"短狐"是一种三足似鳖，会喷气害人的生物。

## 現代文學中的應用
- 流瀲紫所著小說《如懿傳》中的衛嬿婉，其第一首判詞形容她為“蜮”。

## 参看
中国妖怪列表
1. ↑  孫見坤. . 奇幻. 天津人民出版社. 2018/10/01: 306–307. ISBN 9787201139296.
2. ↑  汉光武中平中，有物处于江水，其名曰“蜮”一曰“短狐”所中者，则江人以术方抑之，则得沙石于肉中。诗所谓“为鬼，为蜮，”则不可测也。今俗谓之“溪毒”，先儒以为男女同川而浴，淫女，为主乱气所生也。
3. ↑  《说文解字》：“短狐也。似鼈，三足，以气射害人。”